# Françoise Barré-Sinoussi
Françoise Barré-Sinoussi (ur. 30 lipca 1947 w Paryżu) – francuska lekarka, wirusolog.
Na początku lat 70. XX wieku rozpoczęła pracę w Instytucie Pasteura, gdzie prowadziła badania nad retrowirusami. W 1983, pracując wspólnie z Lukiem Montagnierem, wyizolowała ludzkiego wirusa niedoboru odporności (HIV). W 1984 wirus ten został niezależnie wyizolowany przez Amerykanina Roberta Gallo.
W latach 80. XX wieku aktywnie współpracowała z organizacjami zajmującymi się zwalczaniem epidemii AIDS w krajach rozwijających się. Była konsultantem ds. AIDS Światowej Organizacji Zdrowia oraz programu Organizacji Narodów Zjednoczonych UNAIDS. Od 1998 roku kieruje grupą zajmującą się biologią retrowirusów w Instytucie Pasteura.
W 2008 została wraz z Lukiem Montagnierem uhonorowana Nagrodą Nobla w dziedzinie fizjologii i medycyny za ich wspólne odkrycie ludzkiego wirusa niedoboru odporności. Drugą połowę nagrody otrzymał Niemiec Harald zur Hausen.